# Зилиши, Йожеф
Йо́жеф Зилиши (венг. Zilisy József; 21 февраля 1899, Будапешт — 2 марта 1982, Акви-Терме), иногда Йосеф Зилиши (венг. Zilisy Jószef), в Италии играл под именем Джузеппе Дзилицци (итал. Giuseppe Zilizzi) — венгерский футболист, полузащитник и нападающий.

## Карьера
Йожеф Зилиши начал карьеру в клубе «Будапешт». Затем играл за «Монор», «Флоридсдорф» и «Хушипарошок». Потом выступал за клубы «Каттовиц» и «Адмира». В 1929 году он перешёл в итальянский «Милан», за который сыграл одну встречу — 15 декабря 1929 года с «Кремонезе» (5:2). Оттуда нападающий перешёл в «Каррарезе», где провёл 9 матчей и забил 3 гола.
Выступая за «Карререзе», Зилиши работал играющим тренером этого клуба. Затем он тренировал «Ареццо», «Беневенто» и «Пистойезе». Он вернулся в Венгрию, где провёл сезон с клубом «Сегед». Затем вновь работал в Италии с «Самбенедеттезе», «Скио 1905», «Карпи» и «Комо».
В 1943 году Йожеф поехал во Францию. Там он возглавил «Тулузу». Затем стал главным тренером «Олимпика» из Марселя, с которым выиграл чемпионат и завоевал бронзовые медали. Потом тренировал «Самбенедеттезе» и вновь «Олимпик Марсель», где был уволен по окончании сезона.

## Достижения
- Чемпион Франции: 1947/1948